# 3-Hidroxibutanona
La 3-hidroxibutanona, coneguda abans com a acetoïna o acetil metil carbinol, és un compost orgànic produït de manera natural pels llevats del gènere Saccharomyces durant la fermentació alcohòlica. És un líquid incolor o amb color groc pàl·lid a verdós amb olor de mantega o ametlles. L'acetoïna és una molècula quiral, essent l'(R)-3-hidroxibutanona l'enantiòmer produït pels bacteris

## Producció bacteriana
La 3-hidroxibutanona és una molècula neutra de quatre carbonis que s'utilitza com a magatzem extern d'energia per una sèrie de bacteris fermentants. Es produeix per la descarboxilació d'α-acetolactat, un precursor comú en la biosíntesi d'aminoàcids de cadena ramificada. A causa de la seva naturalesa neutra, la producció i l'excreció de l'acetoïna durant el creixement exponencial impedeix la sobreacidificació del citoplasma i el mitjà circumdant que es derivaria de l'acumulació de productes metabòlics àcids, com l'àcid acètic i l'àcid cítric. Una vegada que les fonts de carboni superiors s'esgoten i el cultiu entra en la fase estacionària, l'acetoïna es pot usar per mantenir la densitat de cultiu. La conversió de l'acetoïna en acetil-CoA es catalitza pel complex 3-hidroxibutanona deshidrogenasa, seguint un mecanisme molt similar al complex de piruvat deshidrogenasa. No obstant això, com que la 3-hidroxibutanona no és un 2-oxoacid, no experimenta la descarboxilació per l'enzim E1, sinó que, en canvi, s'allibera una molècula d'acetaldehid. En alguns bacteris, l'acetoïna també es pot reduir a 2,3-butanodiol per la 3-hidroxibutanona reductasa / 2,3-butanodiol deshidrogenasa.
En microbiologia es fa servir sovint el test de Voges-Proskauer per la producció d'3-hidroxibutanona.

## Productes alimentaris
La 3-hidroxibutanona, juntament amb el diacetil, és un dels compostos que proporcionen a la mantega el seu sabor característic. A causa d'això, els fabricants d'olis parcialment hidrogenats solen afegir el sabor artificial de la mantega (3-hidroxibutanona i diacetil) al producte final, que d'altra manera seria insípid.
Intervé en el buquet del vi (mitjançant l'acció de la Saccharomyces cerevisiae) característic de les begudes alcohòliques.